# Бушнева
Бушнева — деревня в составе Михнёвского сельского поселения Болховского района Орловской области. Население 15 человек (2010), 19 человек (к 2018 г.) .

## История
Кандидат исторических наук А. Ю. Саран пишет (2015), что под названиями Бушня, Бушнеева, Бушнево, Бухнева, Бучнева деревня входила в АТД: Репнинская вол., стан 1, Болховский у. (до 1928), Никольский с/с (1926), Репнинский с/с (до 5.04.1960), ныне — Михневский с/с, Болховский р-н(Список-1866. Сб-1889. Список-1910. Болхов-1927. АТД-1976. АТД-2000. АТД-2010. АТД-2014. МЧС-2014).

## География
Деревня расположена в центральной части Среднерусской возвышенности в лесостепной зоне, на севере области возле административной границы с Белёвским районом Тульской области. Есть пруд. Уличная сеть состоит из двух географических объектов: ул. Весёлая и ул. Запрудная.
Географическое положение
в 20 км. — административный центр поселения посёлок Щербовский, в 16,5 км — административный центр района город Болхов
Климат
близок к умеренно-холодному, количество осадков является значительным, с осадками в засушливый месяц. Среднегодовая норма осадков — 627 мм. Среднегодовая температура воздуха в Болховском районе — 5,1 °C.

## Население
| 2010 |
| ---- |
| 15   |

152 чел. в 16 дворах (1866), 210 чел. в 32 дворах (1889), 232 чел. (1897), 274 чел. (1905), 219 чел. в 45 дворах (1926), 19 чел. (2000), 15 чел. (2010).
Возрастной состав
По данным администрации Михнёвского сельского поселения, опубликованным в 2017—2018 гг., в деревне Бушнева проживают в 13 дворах 19 жителей, среди них до 7 лет и от 7 до 18 лет — 0 человек, от 18 до 30 лет — 1 человек, от 30
до 50 лет — 5 человек, от 50 до 60 лет — 6 человек, свыше 60 лет — 7 человек
Национальный состав
Согласно результатам переписи 2002 года, в национальной структуре населения
русские составляли 83 % от общей численности населения в 18 жителей

## Инфраструктура
Было развито сельское хозяйство. В 1944 действовал колхоз им. Будённого.
Личное подсобное хозяйство.

## Транспорт
Просёлочные дороги.